# 인방준
인방준(印邦俊)은 조선 중기의 무신이다. 본관은 교동(喬桐)이다.

## 생애
부(父)는 절충장군 첨지중추부사(折衝將軍僉知中樞府事)를 지낸 인덕룡(印德龍)이다. 부인은 정부인(貞夫人)동래정씨(東萊鄭氏)로 수군절도사(水軍節度使) 정운룡(鄭雲龍)의 딸이다.
1631년(인조(仁祖) 9년) 호행관(護行官)이 되었고 1636년 병자호란(丙子胡亂) 당시 무신(武臣) 겸(兼) 선전관(宣傳官)으로 인조(仁祖)를 호종(扈從)하는 데 공이 컸다.
벼슬이 종2품(從二品) 동지중추부사(同知中樞府事)에 이르렀다. 묘(墓)는 충청남도 당진시 면천면 죽동리에 있다.

## 참고 문헌
- 승정원일기(承政院日記)
- 면천읍지(沔川邑誌)
- 교동인씨족보(喬桐印氏族譜)